# Autofelace

Autofelace

Autofelace je sexuální praktika, při níž muž dráždí svůj penis vlastními ústy. Jedná se o formu masturbace. Většina mužů ale nemá penis dostatečně dlouhý či dostatečnou ohebnost páteře, aby mohla tuto praktiku vykonávat. Někdy je možno dosáhnout této schopnosti tréninkem. Někdy je také možno zvolit pozici, při níž zasunutí penisu do úst napomáhá gravitace (většinou se konečně nezasunuje do úst celý penis, pouze žalud, případně žalud olizuje). Kinseyovy zprávy uvádějí, že tuto praktiku je v USA schopno vykonávat pouze asi jedno procento mužů. Analogická praktika u žen (žena ústy dráždí vlastní vulvu) se nazývá autocunnilingus. 